# 貢姓
贡姓是中文姓氏之一，在《百家姓》中排第294位，是现代极罕见的姓氏。

## 起源
出自端木姓，以祖先名字为姓。据《元和姓纂》载，春秋时期孔子的著名弟子端木赐，字子贡，他的后代就有以其字“贡”为姓的。
《汉书·朱博传》说，贡也作赣。

## 郡望
- 广平郡：汉景帝时置，治所在今河北省邯郸市永年区一带。

## 延伸阅读
[在维基数据编辑]
 《百家姓》
 《欽定古今圖書集成·明倫彙編·氏族典·貢姓部》，出自陈梦雷《古今圖書集成》